# Platyproctus gammadus
Platyproctus gammadus är en insektsart som beskrevs av Mitjaev 1990. Platyproctus gammadus ingår i släktet Platyproctus och familjen dvärgstritar. Inga underarter finns listade i Catalogue of Life.